# Итальянская оккупация Мальорки
Итальянская оккупация Мальорки (итал. Occupazione italiana di Maiorca; исп. Presencia militar italiana en Mallorca) произошла в 1936—1939 годах во время Гражданской войны в Испании. Италия вступила в войну в 1936 году с целью аннексии Балеарских островов и Сеуты и создания на их территории государства-сателлита. Италия стремилась захватить Балеарские острова, так как они, занимая стратегически важное положение, связывали Францию и её колонии в Северной Африке, а также Гибралтар и Мальту. В результате операции итальянцами были заняты важные аэропорты (Алькудия, Пальма) и порты (Пальма).

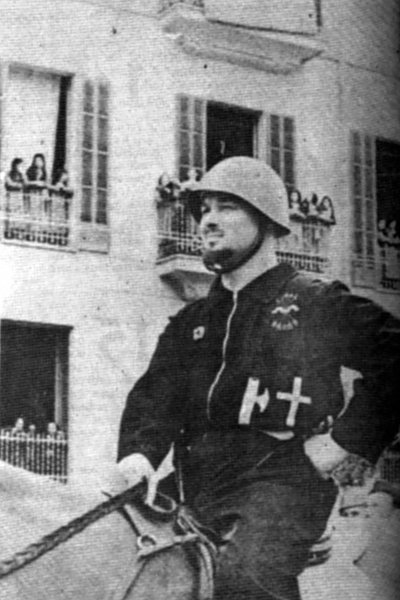
Арконовальдо Бонаккорси едет на лошади мимо здания института г. Пальма-де-Мальорка. 1936 год

За некоторое время до полного вмешательства Италии в гражданскую войну в Испанию была послана диверсионная группа под командованием лидера чернорубашечников Арконовальдо Бонаккорси, которая высадилась на острове Майорка и захватила его. После захвата острова Бонаккорси был назначен проконсулом Балеарских островов. Он объявил Майорку бессрочным владением Италии. Бонаккорси был инициатором жестокого террора на Майорке, в результате которого было расстреляно более 3 000 человек (бо́льшей частью — коммунистов), включая всех заключённых. Захватив Пальму-де-Майорку, Бонаккорси переименовал главную улицу в Via Roma (Римская улица) и установил на ней памятники Римскому орлу. Позже за свою деятельность на острове он был награждён медалями.
Мальорка стала авиабазой для итальянских ВВС, совершавших налёты на прибрежные города материковой Испании, контролируемые войсками республиканцев. Первоначально на Майорке базировалось незначительное число самолётов (бомбардировщиков), дабы избежать вооружённых столкновений с Великобританией и Францией. Однако те продолжали не предпринимать никаких действий в отношении Италии, и на острове были развёрнуты 12 самолётов, один из которых пилотировал сын Бенито Муссолини — Бруно. К январю 1938 года численность итальянских ВВС на Балеарских островах увеличилась в 2 раза, и в связи с этим участились их налёты на корабли стран-интернационалистов, шедших с военной помощью для республиканцев. Увеличение численности итальянских бомбардировщиков на острове, числа налётов на порты республиканцев и на интернационалистские корабли были оценены правительством Франции как провокационные.
11 (или 12) апреля 1939 года, после победы Франко в гражданской войне и вторжения итальянских войск в Албанию, Муссолини отдал приказ о выводе войск из Испании. Поводом к отданию этого приказа послужил быстрый захват войсками Гитлера Чехословакии и начало подготовки войск к вторжению в страны Восточной Европы.